# Гамартома
Гамарто́ма (от др.-греч. ἁμάρτημα — «ошибка», «изъян» и -ωμα от ὄγκωμα — «опухоль») — узловое доброкачественное опухолевидное образование, представляющее собой тканевую аномалию развития.
Термин предложен в 1904 году немецким патологоанатомом Евгением Альбрехтом (Eugen Albrecht, 1872—1908) при описании дизэмбриоплазий печени.
Гамартома состоит из тех же тканевых компонентов, что и орган, где она расположена. При этом она отличается аномальным строением и степенью дифференцировки тканей. В тех случаях, когда в строении гамартомы преобладает какая-либо одна ткань, её называют по характеру этой ткани — хондроматозная, сосудистая и т. п. При обнаружении элементов разных тканей, напоминающих картину того или иного органа, используют термин «органоидная гамартома».
Гамартомы являются доброкачественными новообразованиями. Крайне редко из них могут развиться злокачественные опухоли гамартобластомы.